# Artūras Rimkevičius
Artūras Rimkevičius (ros. Артурас Римкявичюс, ur. 14 kwietnia 1983 w Kownie, zm. 23 września 2019 w Ramučiai) – litewski piłkarz występujący na pozycji pomocnika lub napastnika, reprezentant Litwy w latach 2010–2012.

## Kariera klubowa
W 2016 roku zakończył piłkarską karierę, a jego ostatnim klubem był Stumbras Kowno. W roku 2012, występując w barwach FK Šiauliai, zajął trzecie miejsce w klasyfikacji najlepszych strzelców całego świata, przeprowadzonej przez IFFHS. Dotyczyła ona bramek ligowych, których Rimkevičius strzelił aż 35. W klasyfikacji tej wyprzedzili go tylko: drugi Cristiano Ronaldo oraz Lionel Messi. Po zakończeniu kariery amatorsko udzielał się w drużynach piłki plażowej i futsalu.

## Kariera reprezentacyjna
W reprezentacji Litwy zadebiutował w 2010 roku. Rozegrał w niej siedem meczów, w których zdobył trzy bramki.

## Śmierć
Rimkevičius zmarł w nocy z 23 na 24 września 2019. Jego ciało znaleziono we wsi Ramučiai, ok. 10 kilometrów od Kowna. Najprawdopodobniej popełnił samobójstwo. Według niektórych informacji przy ciele byłego zawodnika znaleziono nielegalnie posiadaną broń - pistolet. Nie są znane ewentualne motywy, dla których piłkarz mógł odebrać sobie życie. Zostawił żonę i dwójkę dzieci.

## Sukcesy

### Zespołowe
Litwa
- Baltic Cup: 2010

FBK Kaunas
- mistrzostwo Litwy: 2004, 2007
- Puchar Litwy: 2004, 2005

FK Liepājas Metalurgs
- Puchar Łotwy: 2006

### Indywidualne
- najlepszy piłkarz grający na Litwie: 2012
- król strzelców A lygi: 2012 (35 goli)